# Coupe d'Europe des clubs de kayak-polo 2006
Navigation
Édition précédente Édition suivante
La Coupe d'Europe des clubs 2006 s'est déroulée, du 23 au 24 septembre 2006 à Madrid, en Espagne.

## Tableau des médailles
| Catégorie     | Médaille d'or      | Médaille d'argent                                | Médaille de bronze                       |
| ------------- | ------------------ | ------------------------------------------------ | ---------------------------------------- |
| Sénior Hommes | Circolo Nautico    | Base de loisirs de canoë-kayak de Condé-sur-Vire | Palerme                                  |
| Sénior Femmes | Friends of Allonby | Niagara Canoë Kayak Club                         | ALCK Bagnères de Bigorre / Midi Pyrénées |

## Participants

### Séniors Hommes
| Classement | Pays        | Club                                             |
| ---------- | ----------- | ------------------------------------------------ |
| 1re        | Italie      | Circolo Nautico                                  |
| 2e         | France      | Base de loisirs de canoë-kayak de Condé-sur-Vire |
| 3e         | Italie      | Palerme                                          |
| 4e         | Pays-Bas    | Deventer Canoe Club                              |
| 5e         | France      | Kayak club de Thury-Harcourt                     |
| 6e         | Espagne     | Pinatarense                                      |
| 7e         | Belgique    | Sharks                                           |
| 8e         | Suisse      | Zurich                                           |
| 9e         | Royaume-Uni | Meridian Canoe Club A                            |
| 10e        | Espagne     | Castellón                                        |
| 11e        | Pays-Bas    | Groningen                                        |
| 12e        | Danemark    | Holte Roklu                                      |
| 13e        | Irlande     | Swink                                            |
| 14e        | Portugal    | Alhandra S.C. F                                  |
| 15e        | Portugal    | Naval de Lisboa                                  |
| 16e        | Russie      | Tri Sthii                                        |

### Séniors Femmes
| Classement | Pays        | Club                                     |
| ---------- | ----------- | ---------------------------------------- |
| 1re        | Royaume-Uni | Friends of Allonby                       |
| 2e         | France      | Niagara Canoë Kayak Club                 |
| 3e         | France      | ALCK Bagnères de Bigorre / Midi Pyrénées |
| 4e         | Espagne     | Vallehermoso                             |
| 5e         | Danemark    | Odense F                                 |
| 6e         | Italie      | Circolo Nautico                          |
| 7e         | Espagne     | Madrileño Ciencias                       |
| 8e         | Italie      | Academy                                  |